# Герхард, Роберто
Роберто Герхард (имя при рождении — Роберт Хуан Рене Герхард Оттенвельдер, кат. Robert Juan René Gerhard i Ottenwaelder; 25 сентября 1896, Вальс — 5 января 1970, Кембридж) — испанский (каталонский) и британский композитор.

## Биография
Отец — швейцарский немец, мать — из Эльзаса, имя Роберто взял, покидая Испанию. Рос в многоязычной, мультикультурной среде. Обучался по классу фортепиано у Гранадоса и композиции у Педреля. В 1923—1928 учился в Вене и Берлине у Шёнберга. Вернувшись в Барселону, занимался журналистикой, организаторской и концертной деятельностью, пропагандировал творчество и идеи Шёнберга, Веберна, Берга. Сблизился с Казальсом и Миро (в тридцатые годы Миро делал наброски к декорациям балетов Герхарда в постановке Леонида Мясина, но поставлены они не были). В 1931 получил место в музыкальном отделе Каталонской библиотеки, изучал старую испанскую музыку, музыкальный фольклор Каталонии. Сотрудничал с крупнейшими каталонскими поэтами (Жозеп Висенс Фойш, Жозеп Карне). Пригласил Шёнберга провести несколько месяцев в Барселоне, где композитор работал над оперой «Моисей и Аарон». В годы Республики активно участвовал в организации музыкальной жизни Испании, входил в музыкальный совет республиканского правительства Каталонии. После поражения республиканцев покинул Испанию, перебрался в Париж, затем поселился в Кембридже. Работал для Би-Би-Си, писал музыку для театра, в частности, для шекспировского «Короля Лира» в постановке Королевской Шекспировской компании (1955), а также для телевидения и кино (среди прочего — к фильму Линдсея Андерсона «Такова спортивная жизнь», 1963). Одним из первых в Великобритании обратился к электронной музыке. Преподавал в Мичиганском университете (1960), в Беркширском музыкальном центре (1961). Почётный доктор Кембриджского университета (1968).
С начала пятидесятых годов страдал сердечной недостаточностью, которая и стала причиной смерти.

## Наследие и признание
В Испании вплоть до кончины Франко музыка Герхарда, опиравшаяся на каталонские песенные и танцевальные традиции, синтезируя их с музыкальным языком нововенской школы, поисками Бартока и Стравинского, не исполнялась, зато её играли и записывали в Великобритании, в числе исполнителей — Тревор Пиннок. В 1992 опера «Дуэнья» была поставлена в Мадриде и Барселоне, музыка Герхарда вернулась на родину. В настоящее время он считается одним из наиболее оригинальных и глубоких испанских композиторов XX в.

## Сочинения

### Балеты
- Ariel, либретто автора и Ж. В. Фойша по мотивам шекспировской «Бури» (1934, концертная версия — 1936)
- Soirées de Barcelone (1937—1939)
- Don Quixote (1940—1941, 1947—1949, пост.1950)
- Alegrías, дивертисмент в стиле фламенко (1942)
- Pandora (1942—1943, пост.1944)

### Опера
- La Dueña, по комической опере Шеридана (1945—1947)

## Оркестровые произведения
- Sardana I (1928)
- Sardana II (1928)
- Концертино для струнного оркестра (1929)
- Albada, Interludi i Dansa (1936)
- Сюита для оркестра № 2
- Концерт для скрипки с оркестром (1942—1943)
- Концерт для фортепиано и струнного оркестра (1951)
- Концерт для клавесина, струнного оркестра и перкуссии (1955—1956)
- Концерт для оркестра (1965)
- Эпиталамион для оркестра (1965—1966)

### Симфонии
- Homenaje a Pedrell (Симфония, 1940—1941)
- Симфония № 1 (1952—1953)
- Метаморфозы (Симфония № 2, 1967—1968, не завершена)
- Симфония № 3, Коллажи, для оркестра и магнитофона (1960)
- Симфония № 4, Нью-Йорк (1957—1959)
- Симфония № 5 (1969, не завершена)

### Камерная музыка
- Trio in B major для скрипки, виолончели и фортепиано (1918)
- Trio № 2 для скрипки, виолончели и фортепиано (1918)
- Соната для кларнета и фортепиано (1928)
- Квинтет для духовых (1928)
- Соната для альта и фортепиано (1948)
- Каприччо для флейты соло (1949)
- Струнный квартет № 1 (1950—1955)
- Нонет (1956—1957)
- Фантазия для гитары (1957)
- Чакона для скрипки соло (1959)
- Струнный квартет № 2 (1961—1962)
- Concerto for 8 (1962)
- Гимнодия для ансамбля духовых, двух фортепиано и перкуссии (1963)
- Gemini, дуэт для скрипки и фортепиано (1966)
- Libra, секстет (1968)
- Leo, камерная симфония (1969)

### Фортепианные произведения
- Сонатина для Карлоса (1914)
- Dos Apunts (1921—1922)
- Soirées de Barcelona
- 3 Impromptus (1950)
- Alegrías для двух фортепиано
- Pandora для двух фортепиано и перкуссии

### Вокальные произведения
- L’infantament meravellos de Schahrazada, op.1 (1916—1918)
- Verger de les galanies (1917—1918)
- 7 Haiku для голоса и ансамбля (1922, ред. 1958)
- 14 Cancons populars catalanes (1928—1931)
- L′Alta Naixença del Rei En Jaume (1932, на стихи Ж. Карне)
- Cancionero de Pedrell (1941)
- 3 Canciones Toreras для голоса и оркестра (около 1943)
- 6 Chansons populaires françaises для голоса и фортепиано (1944)
- The Akond of Swat для голоса и перкуссии (1954)
- Cantares для голоса и гитары (1962)
- The Plague, оратория для чтеца, смешанного хора и оркестра, по роману Камю (1963—1964)

### Электронная музыка
- Audiomobiles I—IV (1958—1959)
- Lament for the death of Bullfighter для чтеца и магнитофона (1959)
- 10 Pieces для магнитофона (около.1961)
- Sculptures I—V (1963)
- DNA in Reflection (1963)

## Герхард о музыке
- Gerhard on music: selected writings // Meirion Bowen, ed. Aldershot; Burlington: Ashgate, 2000